# Diamond Fuji

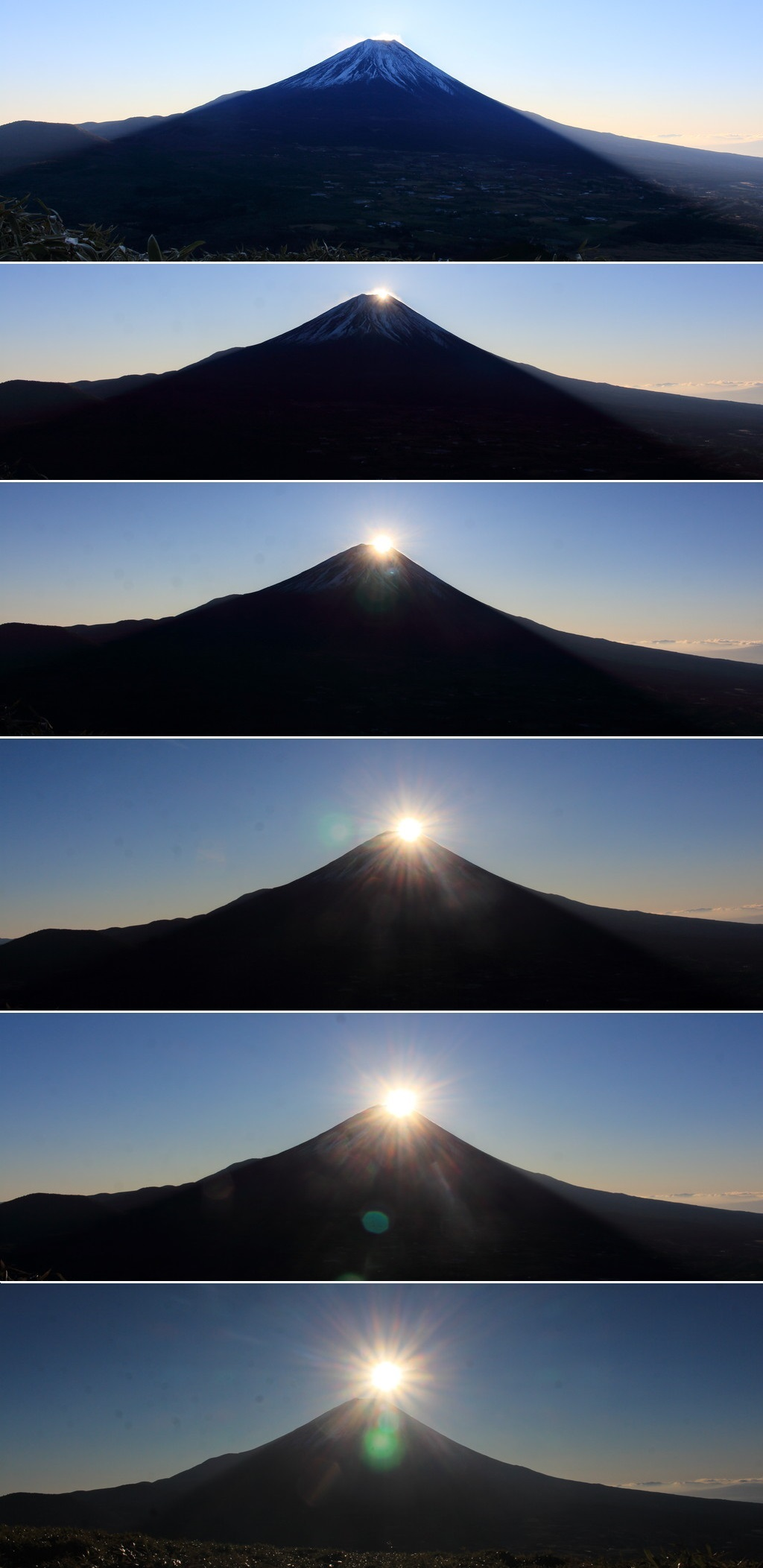
Diamond Fuji

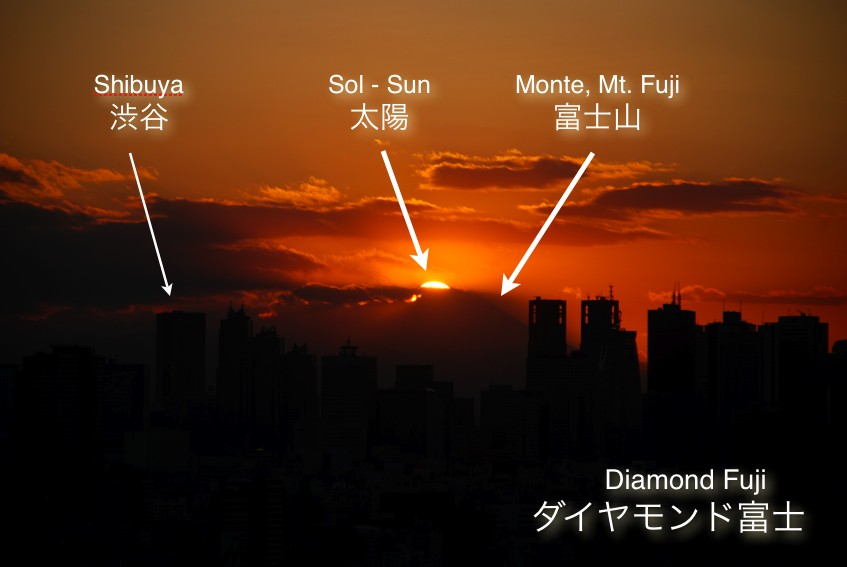
Diamond Fuji darrere dels edificis de Shibuya, vist des de l'observatori del Bunkyo Civic Center, Tòquio (Japó) (1 de febrer de cada any).

El fenomen conegut com a ダイヤモンド富士 (daiyamondo-fuji, en japonès), Diamond Fuji (El Diamant del fuji, en anglès) al moment exacte de la posta del sol en la qual la trajectòria del Sol s'interseca amb la punta de la muntanya Fuji al Japó. Aquesta posta de sol és especialment bella si el dia és clar, doncs el perfil de la muntanya Fuji brilla amb el Sol darrere d'ell, a causa d'aquesta lluentor se li atribueix aquesta característica de semblança amb el diamant.
A causa del canvi de la inclinació de l'eix de la Terra pel que fa al Sol durant el transcurs de l'any, el punt exacte de la posta del sol oscil·la al llarg de l'horitzó; així, per apreciar aquest fenomen és necessari canviar de punt d'observació d'acord amb el dia de l'any. Especialment coneguts són els dies entre finals de gener i principis de febrer, perquè el Diamond Fuji pot observar-se des de la ciutat de Tòquio si el dia és clar i permet la visibilitat de la muntanya Fuji des dels observatoris dels gratacels de la ciutat. Quan això succeeix, es congreguen centenars de fotògrafs professionals i afeccionats intentant fotografiar el moment exacte.

## Dates, hores i llocs d'albirament
Febrer
- 1, 16:56 : Bunkyo Civic Center (文京シビックセンター).
- 2, 16:57 : Tòquio Domi Hotel (東京ドームホテル).
- 6, 17:01 : Edifici Maru (丸ビル)
- 6, 17:01 : Centre de Transmissions de la NHK (ＮＨＫ放送センター).
- 8, 17:02 : Carrot Tower (キャロットタワー).
- 8, 17:03 : Roppongi Hills (六本木ヒルズ).
- 8, 17:03 : Tòquio Tower (東京タワー).
- 9, 17:04 : Saint Luke's Tower (聖路加タワー).
- 10, 17:04 : Ebisu Garden Plau (恵比寿ガーデンプレイス).
- 11, 17:05 : Observatori de la muntanya Fuji de Meguro (目黒富士見坂).
- 12, 17:05 : Estació de Futako Tamagawa (二子玉川駅).